# May (personaje de Pokémon)
May (en Hispanoamérica y en inglés) o Aura (en España), conocida en Japón como Haruka (ハルカ?) es un personaje del anime y de los juegos de Pokémon.

## Información del personaje (en el anime)
May es hija de Norman, el líder del gimnasio de Ciudad Petalia (Petalburg City) y hermana de Max. Al cumplir 10 años viajó desde su casa en bicicleta hacia Villa Raíz (Littleroot Town) para ver al Profesor Birch, la autoridad en Pokémon de la región Hoenn. Al ser Birch amigo de su padre, estuvo de acuerdo en darle su primer Pokémon de principiante, con el cual comenzaría su viaje como Entrenadora Pokémon, aunque a ella le fascinaban más los viajes alrededor del mundo que el entrenamiento de Pokémon. Pero cuando llegó al laboratorio del Profesor Birch su asistente le informó que el profesor fue a buscar a un Pokémon enfermo que había escapado, este resultó ser el Pikachu de Ash Ketchum.
Buscando al profesor, finalmente May lo encontró agarrado de un árbol a punto de ser atacado por un grupo de furiosos Poochyena. Su única esperanza fue elegir un Mudkip del bolso del profesor para enfrentarlos. Pero al ser una novata en el entrenamiento solo consiguió que el Mudkip le mojara la cara con el ataque Pistola Agua. Entonces el profesor ordenó al Mudkip atacar a los Poochyena con lo cual se salvó, pero la experiencia no fue nada agradable para May.
Luego de encontrar a Ash, el grupo fue atacado por el Team Rocket que intentó una vez más robar al Pikachu de Ash. Pikachu accidentalmente carbonizó la bicicleta de May, lo cual la enfureció dando a pensar que ocurriría lo mismo que con Misty en la primera temporada. Luego de escoger a Torchic como su Pokémon inicial, May decidió seguir a Ash, ya no por la bicicleta, a la cual ya no le daba la importancia debida, sino para acompañarlo y realizar bastantes viajes por todo el mundo (como quería al principio).
Luego que se unieran a ellos su hermano Max y Brock, llegaron a Ciudad Rustboro. Allí ella decidió que en vez de luchar en los gimnasios Pokémon enfocaría completamente sus esfuerzos en los Concursos Pokémon (Pokémon Contest), donde los coordinadores se enfocan en la presentación de sus ataques y elegancia de movimientos combinados, así como batallas con límite de tiempo. Desde entonces ganó muchos listones de concurso por las ciudades en las que hubo viajado, encontrando varios coordinadores rivales siendo el principal uno llamado Drew que aparece en cada concurso que ella participa, siendo esta rivalidad comparada con la que tienen Ash y Gary Oak.

### Concursos Pokémon
Después de presenciar un concurso cercano a la Ciudad de Rutsboro, May se enfocó a dichas competiciones más que a las batallas. En un terreno nuevo y desconocido, donde ni Ash, Brock o su familia podrían ayudarla, May comenzó a perseguir su sueño. En Slateport conoció a su primer rival: un arrogante chico de nombre Drew y perdió su primer concurso Pokémon quedando decepcionada. Su segunda prueba fue sin duda en el concurso de Fallarbor donde haciendo gala de la poca experiencia que entonces tenía estuvo a punto de comprar un falso PokéBlock, creyendo que eso haría a Beautifly ganar la competencia. Al reparar en su error, corrigió y se hizo acreedora a su primer listón. Conforme fue adquiriendo habilidad, May comenzó a confiarse, resultado que la llevó a ser eliminada por una coordinadora poco reconocida llamada Savanah. Más tarde, May se encontró con Harley, un coordinador molesto y aficionado de los Cacturne, cuyo pasatiempo favorito era hacer trampas y ganar a toda costa. Siendo tan noble e inocente, May cayó varias veces en los engaños de Harley, sin embargo, salió adelante de todos ellos. Con el tiempo, la coordinadora fue ganando experiencia. Sus presentaciones y sus batallas adquirieron un mayor nivel y se proclamó como una de las mejores. En su regreso a Sinnoh se pudo observar a una coordinadora de élite, venciendo a la mejor de aquella zona, Zoey en un duelo para recordar. Tal parece que el siguiente paso de May es reanudar su rivalidad con Solidad. May ahora ha cambiado mucho y sigue usando un estilo muy parecido al de Ash donde en Hoenn era su mentor.

## Pokémon que posee

### Equipo Actual
- Torchic → Combusken → Blaziken: May escogió un Torchic como su Primer Pokémon, que evolucionó luego en Combusken, y finalmente Blaziken. Cuándo fue un Torchic, ella pensó que era bonito y por eso ella raramente lo utilizó en batalla. Evolucionó cuando trataba de proteger a Ash y Corphish de una muchedumbre enojada de Breloom. De carácter juguetón, aunque cuando evolucionó mostró que podía ser un duro oponente en batalla. May no lo utilizó en Concursos inicialmente, sino hasta el Concurso de Ciudad de Lilycove, que ella ganó. Combusken fue utilizado también en Batalla de la Frontera en los concursos Kanto e inicialmente en algunos concursos de Hoenn. Después de su primera derrota en Kanto, May utilizó Combusken en la batalla contra Brianna y su Vibrava. Después de otra victoria contra el equipo Rocket y Harley, May y Combusken finalmente derrotaron Drew en el Gran Festival de Kanto. Combusken finalmente evolucionó en Blaziken en el episodio "189", antes de su concurso contra Ash y su Sceptile.

- Squirtle → Wartortle: Squirtle le fue dado por el Profesor Oak después de una visita al laboratorio, porque este se encariñó con ella, antes de salir para Kanto. Squirtle compartía el amor de los Concursos Pokémon que May tiene. Ella primero lo utilizó en la Ronda de Batalla de su primer Concurso en Kanto, que se dio en la Ciudad Saffron y ella lo utilizó en la serie de apelación de su segundo Concurso en Kanto, que ella ganó. Squirtle fue utilizado también en la serie de la apelación del Concurso, que ella perdió, y en otro Concurso que sucedió en el episodio "¡Lo que hice por amor!". También utilizó a Squirtle en un Gran Festival, donde derrotó al Flygon de Drew pero fue derrotado subsiguientemente por su Absol.

Evolucionó en algún concurso en Johto, pues vuelve a aparecer como Wartortle cuando Ash, Dawn y Zoe entran al concurso con Pokémon de agua, Dawn con Piplup, Ash con Buizel, Zoe con Finneon que lo captura y May con Wartortle.
- Eevee → Glaceon: May recibió un huevo de una familia que vivía en una granja de huevos Pokémon. Unos pocos episodios después de que ella tuviera una aventura de Un Viaje en el Tiempo salió de su huevo. El joven Pokémon miró algunos de los Concursos de May, y tomó parte de ellos después de su nacimiento, May preparó al recién nacido para su presentación próxima en los Concursos. La presentación del Concurso de Eevee fue el mismo Concurso que Brock entró. Después de una gran batalla contra Brock y su Marshtomp, Eevee surgió triunfante. Después ella lo utilizó en el Gran Festival contra Harley y resultó victoriosa.

Se descubre que Eevee evoluciona a Glaceon cuando toca una roca helada en los capítulos que May se encuentra en Sinnoh.
- Munchlax: Munchlax fue atrapado por May cuando unos niños lo acusaron de robar su PokéBlocks, un plan que fue pensado de por el equipo Rocket para culpar a Munchlax. Cuándo todos menos ella creyeron que Munchlax fue el culpable, May decidió entrenarlo para que no fuera solo un glotón y para protegerlo. Llegó a ser también un buen amigo del Snorlax de Ash. Es el único Pokémon que adora los PokéBlocks de May: la Sorpresa Púrpura y la Sorpresa Rosa (una receta que ella consiguió del Profesor Oak); son utilizados para que quede satisfecho con solo uno de estos. Munchlax a menudo es visto refrenado por Max. May ha utilizado a Munchlax en tres batallas: una vez en la batalla que perdió contra Harley y su Octillery, otra en la serie de la apelación del concurso siguiente que ella ganó, y también en el Gran Festival Pokémon de Kanto, donde la ayudó a ganar en la segunda serie de apelación, en una batalla doble nuevamente contra Harley y en una batalla doble contra Solidad, que ella perdió. Como Skitty, Munchlax se  salía de su Poké Ball para comer.  Zebstrika: su pokémon favorito es el zebrastika. debido a su diámetro y grosor

- Bulbasaur→ Ivysaur → Venusaur. La siguió en un paraíso de hierba, May se hizo amiga de un Bulbasaur en un bosque que fue recluido del mundo exterior. Decidió viajar con May para explorar el mundo fuera del bosque. Bulbasaur era muy curioso y siempre trataba de jugar con algo que le pareciera interesante. Eso inicialmente hizo que trajera muchas molestias, pero después de un poco con ayuda del Bulbasaur de Ash, comenzó a crecer. Puede ser distinguido de otro Bulbasaur por una marca en forma de corazón en su frente, que sugiere que es femenino. May utilizó a Bulbasaur en la batalla del concurso del Pueblo de Ruiboso, que ella perdió. Ella luego lo utilizó en el concurso de la Isla de Izabe, que ella ganó. Después de que viajar alrededor de Hoenn, May dejó a su Bulbasaur con el Bulbasaur de Ash en el laboratorio de Profesor Oak. Se ha revelado que May ha evolucionado a su Bulbasaur en un Venusaur, en su aparición el la región de Sinnoh.

- Wurmple → Silcoon → Beautifly: El primer Pokémon que May atrapó fue un Wurmple junto con el Wurmple de Jessie. Ella lo encontró en el Bosque de Petalburgo. Evolucionó luego en un Silcoon, y finalmente en un Beautifly. Después de viajar alrededor de Hoenn, Beautifly fue dejado en el invernadero de su padre en la Ciudad de Petalburgo (lo dejó porque su mamá se encariñó con su Pokémon). May utilizó a Beautifly en el Concurso de la Ciudad de Slateport. Aunque ella perdió éste, ella utilizó Beautifly otra vez en el próximo concurso, en el Pueblo de Fallarbor, donde ella ganó su primer listón. Fue utilizado luego en la serie de apelaciones del concurso del Pueblo de Rubello. May dejó a Beautifly como a Skitty en el Gimnasio de Petalburgo saliendo después para la Batalla de la Frontera. Luego May trajo temporalmente a Beautifly en el episodio 185 y lo utilizó en una batalla contra Drew. retornando con ella nuevamente para sus viajes en Johto y en Sinnoh.

- Skitty : May atrapó a Skitty en la Ruta 111 después de ser salvado del equipo Rocket. Skitty es muy hiperactiva. Es semejante al Wobbuffet de Jessie o al Psyduck de Misty en que a menudo se salía su Poké Ball sin ser llamado. Contaba con la habilidad de hacer malabares con los que May participó en sus Concursos. Después de que viajar alrededor de Hoenn, Skitty fue dejada en el invernadero de su padre en la Ciudad de Petalburgo porque a Skitty le gustó mucho. Skitty fue el primer Pokémon que May utilizó en un Concurso después de Beautifly. Fue utilizado en el Pueblo de Verdanturf y concursos de Pueblo de Pacifidlog, donde May ganó su segundo y quinto listón. May trajo a Skitty como Beautifly temporalmente en el episodio 185, luego volvió al Gimnasio de su Padre. En su aparición reciente en la región Sinnoh May apareció con su Skitty en el concurso.

## Amistades

### Ash Ketchum
El Entrenador Pokémon de Pueblo Paleta (Pallet Town) en la región Kanto, a quién May conoce en los bosques de Villa Raíz durante la crisis de Pikachu, compañero de viaje y amigo. Ellos son muy parecidos aunque ella le gana al entrenador en madurez. Comparten un listón de concurso, ya que quedaron empatados en un concurso extraoficial de Pueblo Terracota. May afirma que este listón le ha ayudado mucho durante su viaje por Johto y le ha recordado lo que aprendió de Ash durante su viaje con él. Luego se reencontraría con él en la saga Diamante y Perla, donde juntan de nuevo sus listones y compiten en el concurso Plubio.

### Drew
Coordinador Pokémon que se convierte en el primer rival de concursos de May en el episodio 033 de la saga de Hoenn. Constantemente le regala rosas para su Beautifly como muestra que se ha esforzado mucho la entrenadora. Drew es una fuente de inspiración para May, ya que siempre lo vio como alguien importante para su carrera como coordinadora. Se marcha hacia Johto al final de la temporada 9 (Batalla de la Frontera) para concursar y conocer Pokémon de dicha región, al igual que su otro rival Harley. May decide ir sola para Johto para poder enfrentarlos y ser mejor.

### Dawn
Coordinadora a la que se tuvo que enfrentar en Sinnoh cuando competía en la copa Plubio, en donde perdió frente a ella con su Glaceon. Ellas dos se llevan muy bien, antes de comenzar el concurso Dawn se siente insegura y May la anima y la ayuda a sentirse mejor.
Más que rivalidad hay una amistad muy bonita entre estas dos chicas ya que en el regreso de May en la saga de Sinnoh se animan mutuamente y parecen llevarse de maravilla.

### Misty
Líder del gimnasio de la Ciudad Celeste (Cerulean City) y antigua acompañante de Ash, Brock y Pikachu. Ella y May se conocen en Hoenn cuando Misty fue por el festival Togepi (que resultó ser una estafa para robarse a su Togepi) y además visitar a sus viejos amigos. May es una gran admiradora de Misty por las historias que les ha contado Ash, al final ellas se hicieron muy grandes amigas y se entendieron muy bien a pesar de que May tenga un beautifly (Misty detesta a los tipo Bicho).

## Personalidad
May es personaje alegre, dramática y segura de sí misma. Se preocupa mucho por su hermano Max, siempre está ahí para apoyarlo y siempre está cuidando de sus Pokémon, aun cuando parezca que no le importa lo que le pase. Con sus Pokémon ella es muy paciente y según ella misma no se cree débil por amar y apoyarlos (ep. 279).
A pesar de tener un gran equipo May sigue siendo la misma niña siempre demostrándolo al preocuparse por Dawn en su aparición en Sinnoh.
El tema de May en Japón se llama ”Watashi Makenai” (No Perderé) es un tema cantado por su seiyu (dobladora) y está relacionado con su estilo de batalla.

## En el juego
May aparece en las ediciones Rubí, Zafiro y Esmeralda (en esta última con un cambio en los colores de su ropa, que pasa del color rojo, al verde) de los juegos Pokémon correspondientes a la tercera generación. May es la protagonista femenina del juego, si se elige, ella será la hija de Norman, el líder del gimnasio de Ciudad Petalburg. En cambio si se escoge al personaje masculino, May será su rival; en ese caso, será la hija del Profesor Birch, y aparecerá durante el juego en diversas áreas de la región Hoenn, tanto para retar a una batalla como para otorgar algún ítem. Aparece en los siguientes lugares:
- Primero en su casa en Pueblo Littleroot
- En la ruta 103, en la primera batalla como entrenador
- A la salida de Ciudad Rustboro (solo en Esmeralda)
- Entre Ciudad Slateport y Ciudad Mauville
- Luego de vencer el gimnasio de Ciudad Lavaridge
- En un bosque lluvioso entre Ciudad Mauville y Ciudad Fortree
- Afuera del Centro Comercial de Ciudad Lilycove City
- Al final de la Liga Pokémon luego que venzas al Campeón de la Liga Pokémon

Al terminar la liga, May decide dejar de entrenar a sus pokémon por un tiempo y ayudar al Profesor Birch con sus investigaciones.

## Películas Pokémon
May ha aparecido en cuatro películas de Pokémon, el primer es Pokémon: Jirachi Wishmaker, en la que ella participó cuando llegan al pueblo de Jirachi. Como también apareció en Pokémon: Lucario y el misterio de Mew y el Destino de Deoxys. En la película que más se destaca es el Pokémon Ranger y El Templo en el Océano, en la cual se hizo amiga de un Pokémon llamado Manaphy. En esa película, Manaphy lo primero que vio fue a May (después de que saliera del huevo), y pensó que May era su madre, y los dos tuvieron una relación madre-hijo muy cercana, que logró que May llorara en varios puntos de la película. Puede que también sea la única entrenadora que enseñó a un Pokémon a decir palabras además de su nombre, pues mostró a Manaphy a decir "Feliz", "Te Quiero", "May" y "Mamá".  Jackie, el Pokémon Ranger que los acompañaba, consideró que la relación de May con Manaphy estaba interfiriendo en su misión de devolver a Manaphy al Templo Submarino; sin embargo, la misión tuvo un gran éxito al fin.